# Монтебелло (Каліфорнія)
Монтебелло (англ. Montebello) — місто (англ. city) в США, в окрузі Лос-Анджелес штату Каліфорнія. Населення — 62 640 осіб (2020).

## Географія
Монтебелло розташоване за координатами 34°0′56″ пн. ш. 118°6′40″ зх. д. / 34.01556° пн. ш. 118.11111° зх. д. (34.015444, -118.111012).  За даними Бюро перепису населення США в 2010 році місто мало площу 21,69 км², з яких 21,58 км² — суходіл та 0,10 км² — водойми.

### Клімат
| Клімат : Монтебелло                                        | Клімат : Монтебелло | Клімат : Монтебелло | Клімат : Монтебелло | Клімат : Монтебелло | Клімат : Монтебелло | Клімат : Монтебелло | Клімат : Монтебелло | Клімат : Монтебелло | Клімат : Монтебелло | Клімат : Монтебелло | Клімат : Монтебелло | Клімат : Монтебелло | Клімат : Монтебелло |
| Показник                                                   | Січ.                | Лют.                | Бер.                | Квіт.               | Трав.               | Черв.               | Лип.                | Серп.               | Вер.                | Жовт.               | Лист.               | Груд.               | Рік                 |
| Абсолютний максимум, °C                                    | 32,8                | 35,0                | 37,8                | 40,0                | 40,6                | 42,2                | 42,2                | 41,1                | 45,0                | 41,1                | 37,8                | 31,1                | 45,0                |
| Середній максимум, °C                                      | 20,9                | 21,8                | 22,6                | 25,2                | 26,2                | 29,0                | 31,6                | 31,9                | 30,8                | 27,9                | 24,0                | 21,5                | 26,1                |
| Середній мінімум, °C                                       | 8,8                 | 9,3                 | 10,3                | 11,7                | 13,8                | 16,1                | 17,9                | 18,6                | 17,7                | 14,7                | 11,1                | 8,5                 | 13,2                |
| Абсолютний мінімум, °C                                     | −1,1                | −1,7                | 0,6                 | 3,9                 | −1,1                | −1,1                | 3,3                 | 6,7                 | 10,0                | 6,7                 | 2,8                 | −1,1                | −1,7                |
| Норма опадів, мм                                           | 90                  | 91                  | 75                  | 23                  | 6                   | 2                   | 0                   | 1                   | 4                   | 8                   | 25                  | 42                  | 367                 |
| ---------------------------------------------------------- | ------------------- | ------------------- | ------------------- | ------------------- | ------------------- | ------------------- | ------------------- | ------------------- | ------------------- | ------------------- | ------------------- | ------------------- | ------------------- |
| Джерело: http://www.wrcc.dri.edu/cgi-bin/cliMAIN.pl?ca5790 |                     |                     |                     |                     |                     |                     |                     |                     |                     |                     |                     |                     |                     |

## Демографія
Згідно з переписом 2010 року, у місті мешкало 62 500 осіб у 19 012 домогосподарствах у складі 14 770 родин. Густота населення становила 2882 особи/км².  Було 19768 помешкань (912/км²).
Расовий склад населення:
| - 53,8 % — білих - 11,0 % — азіатів - 1,0 % — корінних американців - 0,9 % — чорних або афроамериканців - 0,1 % — вихідців з тихоокеанських островів - 29,5 % — осіб інших рас |

До двох чи більше рас належало 3,7 %. Частка іспаномовних становила 79,3 % від усіх жителів.
За віковим діапазоном населення розподілялося таким чином: 25,8 % — особи молодші 18 років, 60,6 % — особи у віці 18—64 років, 13,6 % — особи у віці 65 років та старші. Медіана віку мешканця становила 34,7 року. На 100 осіб жіночої статі у місті припадало 93,3 чоловіків;  на 100 жінок у віці від 18 років та старших — 89,5 чоловіків також старших 18 років.
Середній дохід на одне домашнє господарство  становив 61 852 долари США (медіана — 45 875), а середній дохід на одну сім'ю — 68 658 доларів (медіана — 54 134). Медіана доходів становила 32 191 долар для чоловіків та 31 457 доларів для жінок. За межею бідності перебувало 14,0 % осіб, у тому числі 20,5 % дітей у віці до 18 років та 11,9 % осіб у віці 65 років та старших.
Цивільне працевлаштоване населення становило 26 558 осіб. Основні галузі зайнятості: освіта, охорона здоров'я та соціальна допомога — 21,1 %, роздрібна торгівля — 11,8 %, виробництво — 11,3 %.

## Відомі люди
- Кен Давітян — актор, знімався в багатьох фільмах, грав роль Азамата в фільмі «Борат»
- Оскар Де Ла Хойя — боксер, 10-и разовий чемпіон світу
- Акоп Сандалджян — мікромініатюрний скульптор, жив і працював у Монтебелло після еміграції з Єревана 1980 року

## Міста-побратими
- Акасі (яп. 明石 市, Японія)
- Степанакерт (азерб. Xankəndi, Азербайджан)